# Herman Boon (priester)
Herman Boon (Laken, 23 mei 1930 - Zaventem, 6 mei 2005) was een Vlaams priester die gedurende 17 jaar als aalmoezenier van de burgerluchtvaart werkzaam was op de luchthaven van Zaventem. In die tijd heeft hij zich met woord en daad ingezet voor reizigers, luchthavenpersoneel, vluchtelingen en asielzoekers.
Hij was de jongste zoon van Jan Boon, die lange tijd administrateur-generaal van de VRT was.
Hij werd op 1 september 1957 tot priester gewijd en publiceerde ook verscheidene werken, waaronder poëzie.
Sinds 31 december 1988 was hij aalmoezenier van de burgerluchtvaart en parochievicaris van de St.-Jozefparochie van Zaventem. 
In 2003 werd Boon door kardinaal Godfried Danneels naar de Sint-Pieterskerk in de Vlaamse gemeente Wezembeek-Oppem gestuurd. De Vlaamsgezinde pastoor Jos Verstraeten was er in januari 2003 ontslagen en Boon moest als opvolger een bemiddelende rol spelen tussen Nederlands- en Franstaligen. Amper zeven weken later verliet Boon Wezembeek-Oppem weer om terug te keren naar zijn geliefde luchthaven.
Herman Boon was een joviale man die erg gewaardeerd werd door het luchthavenpersoneel. Zo was hij in de periode van het faillissement van Sabena de steun en toeverlaat van het personeel. Hij heeft zich ook levenslang ingezet voor het lot van de Palestijnse christenen. Op vrijdag 6 mei 2005 overleed hij op 74-jarige leeftijd aan de gevolgen van een hartaanval. De zielzorger werd die avond in de kapel dood aangetroffen.
Hij werd opgevolgd door E.H. Alfons Heymans.